# Uwe Schwabe
Uwe Schwabe (* 4. Mai 1962 in Leipzig) ist ein deutscher Bürgerrechtler der Friedlichen Revolution 1989.

## Leben
Uwe Schwabe machte eine Ausbildung zum Instandhaltungsmechaniker und verpflichtete sich später für drei Jahre Wehrdienst bei der NVA. Aufgrund von Disziplinarverstößen und politischer Unzuverlässigkeit wurde seine Bewerbung zum Seefahrer bei der DDR Handelsflotte abgelehnt und ihm die Eignung für den grenzüberschreitenden Verkehr abgesprochen. Er arbeitete fortan in seinem Ausbildungsberuf, bis er 1987 kündigte und sich mit Gelegenheitsjobs über Wasser hielt. Von 1988 bis 1990 arbeitete er als Hilfskrankenpfleger in einem kirchlichen Pflegeheim. Im Herbst 1988 verweigerte er den Reservistendienst bei der NVA und wurde daraufhin im Frühjahr 1989 zum Soldaten degradiert.
Mitte der 1980er Jahre hatte Schwabe die Junge Gemeinde der Nikolaikirche kennen gelernt und sich von deren Aktivitäten begeistern lassen. Er beteiligte sich ab 1984 an der Vorbereitung und Durchführung von deren Friedensgebeten. Er war selbst an verschiedenen Initiativen der Leipziger Oppositionsszene beteiligt. Neben der Umweltproblematik engagierte er sich ab 1987 in der von ihm mitgegründeten „Initiativgruppe Leben“. Er war Mitorganisator der Pleiße-Gedenk-Umzüge und des Leipziger Straßenmusikfestival am 10. Juni 1989. Seit 1987 „Bearbeitung“ durch das MfS im Operativen Vorgang „Leben“ und der Operativen Personenkontrolle „Willi“. Im Januar 1989 war er wegen des Verteilens von Flugblättern, mit einem Aufruf zu einer Demonstration am 15. Januar 1989, für sieben Tage in Untersuchungshaft beim Ministerium für Staatssicherheit. Im September gehörte Schwabe zu den Mitgründern des Neuen Forums in Leipzig und war eine der ersten Kontaktpersonen. Auch nach 1990 blieb er der Bürgerrechtsbewegung treu und engagierte sich in verschiedenen Leipziger Vereinen.
Nach der Revolution in Rumänien, organisierte Uwe Schwabe Anfang 1990 mit ehemaligen Oppositionellen Hilfstransporte nach Rumänien und gründete den Rumänien Hilfeverein Leipzig e. V. mit. Im Januar 2014 begannen in Leipzig auf Initiative von Stephan Bickhardt, Gesine Oltmanns und Uwe Schwabe, Leipziger Bürger für die Demonstranten in Kiew Spenden zu sammeln. Sie unterstützten damit das Helferzentrum der Evangelisch-Lutherischen Kirchgemeinde St. Katharina in Kiew. Aus dieser Initiative entstand am 15. Juli 2014 der Verein Europa Maidan Leipzig e. V. Der Verein fördert Austauschprogramme und persönliche Begegnungen von Studierenden aus der Ukraine und Deutschland und unterstützt die Weiterbildungen zur traumatherapeutischen Behandlung von Flüchtlingen und Opfern.
Seit 1994 arbeitet Schwabe im Zeitgeschichtlichen Forum Leipzig (ZFL). Er ist seit 1993 Vorstandsvorsitzender vom Archiv Bürgerbewegung Leipzig e. V. Seit Mitte der 1990er Jahre beteiligte sich Uwe Schwabe an den jährlichen Studienfahrten der Stiftung Aufarbeitung in ehemals kommunistische bzw. diktatorische Regime. Die Studienfahrten dienen dem internationalen Austausch in Fragen der Aufarbeitung von Diktaturen, der Opfer und der Transitional Justice. Die Fahrten führten u. a. nach Albanien, Bosnien-Herzegowina, Georgien, Kroatien, Lettland, Estland, Polen, Rumänien, Russland, Serbien, Spanien, Tschechien, Ungarn, Kirgisien und Taiwan. Viele Ausstellungen und Projekte wurden im Anschluss an die Studienfahrten im Archiv Bürgerbewegung Leipzig e. V. umgesetzt.
Vorträge hielt Uwe Schwabe u. a. 1995 an der Université de Montréal of the Canadian Centre for German and European Studies und 2014 am Center for European Studies in Harvard.
Für seinen gesellschaftlichen Einsatz wurde ihm 1995 das Bundesverdienstkreuz verliehen. Zum 25-jährigen Jahrestag der Friedlichen Revolution und des Mauerfalls gemeinsam mit Christian Führer und Christoph Wonneberger sowie dem Archiv Bürgerbewegung Leipzig e. V. im Jahr 2014 den Deutschen Nationalpreis.
Im März 2012 war er Mitglied der 15. Bundesversammlung. Schwabe ist Mitglied im Stiftungsrat der Stiftung Sächsische Gedenkstätten zur Erinnerung an die Opfer politischer Gewaltherrschaft, im Fachbeirat Gesellschaftliche Aufarbeitung/Opfer und Gedenken der Stiftung Aufarbeitung und im Beirat der BStU. Am 13. Juni 2019 wurde Uwe Schwabe zum Ersten Stellvertreter des Vorsitzenden des Beirates der BStU gewählt, die Wiederwahl für weitere fünf Jahre erfolgte am 26. November 2019. Der Beirat wurde am 17. Juni 2021 mit der Eingliederung der BStU in das Bundesarchiv aufgelöst. Uwe Schwabe wurde im Januar 2020 durch die Vorsitzende des Kuratoriums der Bundesstiftung Forum Recht, der Präsidentin des Bundesgerichtshofs Bettina Limperg, in den Stiftungsbeirat Forum Recht berufen. Vom Stadtrat in Leipzig wurde Uwe Schwabe 2019 in das Kuratorium „Friedliche Revolution 1989“ gewählt. Uwe Schwabe ist Mitglied im Arbeitskreis „Forum für Freiheit und Bürgerrechte“ in Leipzig. In den Jahren 2014/2015 war Uwe Schwabe anlässlich des 25-jährigen Jubiläums der Friedlichen Revolution und der Deutschen Einheit, Mitglied einer vom Sächsischen Ministerpräsidenten einberufene 19-köpfige Expertenkommission. Die Expertenkommission erarbeitete 25 Thesen zu 25 Jahren Deutscher Einheit und Wiedergründung des Freistaates Sachsen. In den Jahren 2019/2020 war Uwe Schwabe im Beirat „Revolution und Demokratie“ der Sächsischen Staatskanzlei. Der Beirat beriet die Sächsische Staatskanzlei in Fragen der historischen Ereignisse 1918/1919 und 1989/1990. Er wirkt bei der Konzeption von Veranstaltungen mit und trägt zur Vernetzung der mit diesen Jubiläen befassten Institutionen und Initiativen bei. Die Förderrichtlinie des Förderprogramms „Revolution und Demokratie“ ist mit seiner Unterstützung verfasst worden. Eine wesentliche Aufgabe des Beirats war es, die Projektanträge inhaltlich zu prüfen und diejenigen Projekte auszuwählen, die finanziell gefördert werden sollten. Seit 11. Februar 2022 ist Uwe Schwabe, neben Katarina Landgraf Stellv. Vorsitzender des Bildungswerk Sachsen der Deutschen Gesellschaft e. V. Seit dem 9. November 2022 Mitglied im Kuratorium der Deutschen Gesellschaft e. V.

## Ehrungen
- 1995: Bundesverdienstkreuz 1. Klasse
- 2005: Ehrenurkunde für beispielhafte Zivilcourage von der Aktion Gemeinsinn
- 2014: Deutscher Nationalpreis der Deutschen Nationalstiftung, gemeinsam mit Pfarrer Christian Führer, Pfarrer Christoph Wonneberger und dem Archiv Bürgerbewegung Leipzig[11]
- 2019: Goldene Henne in der Kategorie Politik, gemeinsam mit Gesine Oltmanns, Christian Dietrich und Katrin Hattenhauer[12]
- 2020: Medaille für Akteure der Friedlichen Revolution und des nachfolgenden Aufbaus der Demokratie[13]

## Schriften
- Christian Dietrich, Uwe Schwabe (Hrsg.): Freunde und Feinde. Friedensgebete in Leipzig zwischen 1981 und dem 9. Oktober 1989. Evangelische Verlagsanstalt, Leipzig 1994.
- „Für ein offenes Land mit freien Menschen.“ Geschichte einer Losung. In: Bernd Lindner (Hrsg.): Zum Herbst ’89. Demokratische Bewegung in der DDR. Forum Verlag, Leipzig 1994, ISBN 3-86151-062-6, S. 9–10.
- Von Deutschland Ost nach Deutschland West Forum Verlag, Leipzig 2003.
- mit Rainer Eckert (Hrsg.): Andreas Pausch: Waffendienstverweigerung in der DDR … das einzig mögliche vor dem Volk noch vertretbare Zugeständnis. Archiv Bürgerbewegung, Leipzig 2004, ISBN 3-8334-1558-4.
- mit Rainer Eckert (Hrsg.): Yvonne Liebing: All you need is beat. Jugendsubkultur in Leipzig, 1957–1968. Forum, Leipzig 2005.
- mit Rainer Eckert (Hrsg.): Enrico Heitzer: „Einige greifen der Geschichte in die Speichen.“ : Jugendlicher Widerstand in Altenburg / Thüringen 1948 bis 1950.
- Andreas Pausch (Autor), Uwe Schwabe (Hrsg.): Widerstehen: Pfarrer Christoph Wonneberger. Metropol Verlag, Leipzig 2014.
- Achim Beier (Autor), Uwe Schwabe (Autor und Hrsg.): „Wir haben nur die Straße“: Die Reden auf den Leipziger Montagsdemonstrationen 1989/90 – Eine Dokumentation Mitteldeutscher Verlag, Leipzig 2016.
- Der Herbst '89 in Zahlen – Demonstration und Kundgebungen vom August 1989 bis zum April 1990. In: Eberhard Kuhrt: Opposition in der DDR von den 70er Jahren bis zum Zusammenbruch der SED-Herrschaft. Leske + Budrich, Opladen 1999.
- Chronik: Demonstrationen, Kundgebungen und Streiks in der DDR vom August 1989 bis zur freien Volkskammerwahl am 18. März 1990. In: Thomas Ahbe, Michael Hofmann, Volker Stiehler: Wir bleiben hier! Erinnerungen an den Leipziger Herbst '89. Gustav Kiepenheuer Verlag, 1999.
- Es gibt noch viel zu tun. In: Eckhard Jesse: Friedliche Revolution und deutsche Einheit. Sächsische Bürgerrechtler ziehen Bilanz. Ch. Links Verlag, 2006.
- Die Entwicklung in Magdeburg. In: Bernd Lindner: Für ein offenes Land mit freien Menschen. Forum Verlag, Leipzig 1994.
- Mein Weg zum Widerstand. In: Schwarwel, Strauss, Prüfer, Feustel: 1989 Lieder unserer Heimat. Glücklicher Montag, Leipzig 2019.
- Karte und Beiheft zu D V 3 Friedliche Revolution 1989/90 in Sachsen. Von Hartmut Zwahr, Uwe Schwabe, Michael Richter und Tobias Hollitzer. Sächsische Akademie der Wissenschaften zu Leipzig und Staatsbetrieb Geobasisinformation und Vermessung Sachsen, Leipzig/Dresden 2009.
- Für ein offenes Land mit freien Menschen. In: Leipzig Tourismus und Marketing (Hrsg.): Lichtfest Leipzig 2014 – 25 Jahre nach der Friedlichen Revolution. Leipziger Medien-Service, Leipzig 2014, ISBN 978-3-942360-12-8.
- Symbol der Befreiung. In: Horch und Guck. Heft 23, 02/1998.
- Haft! In: Horch und Guck, Heft 20, 01/1997.
- Die Entwicklung der Leipziger Opposition in den achtziger Jahren am Beispiel der Friedensgebete. In Günther Heydemann (Hrsg.): Revolution und Transformation in der DDR 1989/90 (= Gesellschaft für Deutschlandforschung: Schriftenreihe der Gesellschaft für Deutschlandforschung; 73). Duncker & Humblot, Berlin, 1999, ISBN 3-428-10003-4.
- „Hände auf den Rücken! Gesicht zur Wand!“ – Bericht zur Untersuchungshaft beim MfS im Januar 1989. Liebknecht-Luxemburg-Demo 15. Januar 1989.
- "Mein Weg zum Widerstand. Gleichgeschalteter Uniformiertheit etwas entgegensetzen. In: Schwarwel, Strauss, Prüfer, Feustel (Hrsg.): 1989 Lieder unserer Heimat. Leipzig 2019, ISBN 978-3-9817615-6-6.
- Uwe Schwabe, Saskia Paul (Hrsg.): Zwischen den Zeiten. Der Wandel 1990/1991 – fotografisch dokumentiert von Karin Wieckhorst. Archiv Bürgerbewegung Leipzig, Leipzig, 2020, DNB 1228791686.
- WAS UNS BEWEGTe – Festschrift zum 30-jährigen Jubiläum vom Archiv Bürgerbewegung Leipzig e. V., Leipzig 2020, ISBN 978-3-00-069392-2.
- „Wer ‘Lügenpresse!‘ geschrien hätte, wäre im Stasi-Knast gelandet“ (Interview). In: Cicero. 20. August 2019 (cicero.de).
- Warum ticken die Ossis so? In: FAZ. 21. August 2019 (havemann-gesellschaft.de [PDF]).
- Der ist ein Staatsfeind, auf den müsst ihr besonders aufpassen! und Verhaftet in Leipzig – Januar 1989. In: Die 80er Jahre Sie sind wieder da. Magazin zur Ausstellung, Badisches Landesmuseum Karlsruhe 2023.
- Ziviler Ungehorsam und Zivilcourage – 35 Jahre Friedliche Revolution – Widerstand in einer Diktatur. In: Politikum Heft 4/2023.
- Als es mir kalt den Rücken runterlief. Zur Graphic Novel „Rebellion hinter den Mauern“, In: Deutschland Archiv, 6. März 2023.
- Die Rolle der Frauen beim Kampf um Freiheit, Selbstbestimmung und Demokratie. In: Lernen aus der Geschichte 2024.

## Varia
- Vorbild für die Filmfigur Stefan Clausnitz in Die unheimliche Leichtigkeit der Revolution aus dem Jahr 2021 ist Uwe Schwabe.